# 185640 Sunyisui
185640 Sunyisui este o planetă minoră (asteroid) din centura de asteroizi. A fost descoperită pe 1 martie 2008 la Xuyi County⁠(d) de Observatorul de pe Muntele Purpuriu⁠(d) și a fost numită după Sun Yisui⁠(d). 
Obiectul prezintă o orbită caracterizată de o semiaxă mare de 3,9599221613464 UAi, o excentricitate de 0,19, o înclinație de 7,6 ° în raport cu ecliptica.